# 궁수자리 감마1
궁수자리 W(W Sgr) 또는 궁수자리 감마1(γ¹)은 궁수자리 방향에 있는 항성계이자 세페이드 변광성이다. 이 별은 훨씬 더 밝은 궁수자리 감마2(알 나슬, 찻주전자 별자리에서 주둥이 부분)의 안시 동반성으로 두 별 사이는 거의 1도 떨어져 있다.

## 항성계
궁수자리 W는 다중성계 ADS 11029(또는 WDS J18050-2935)에서 A로 등재되어 있다. 반성 B와 C는 A로부터 각각 33", 46" 떨어져 있고 둘 다 +13등급 밝기로 보인다. B와 C는 단순한 안시 동반성이며 궁수자리 W와 물리적으로 묶여 있지 않다.
사실 A(궁수자리 W)는 그 자체가 삼중성계로 궁수자리 W Aa1, Aa2, Ab로 이루어져 있으며 Aa, Ab, B로 표기하기도 한다. 바깥쪽 동반성 Ab는 안쪽 구성원들로부터 0.14" 떨어져 있으며 주성인 초거성보다 +5등급 이상 어둡다. 안쪽 구성원들은 분광쌍성으로 시선속도 변화 관측을 통해서만 분리된 천체임을 알 수 있다. 주성 Aa1은 태양질량 6배의 황색초거성이고, 반성 Aa2는 뜨거운 F형 주계열성으로 질량은 태양의 1.4배 미만이다.

## 밝기 변화
계에서 가장 밝은 구성원 궁수자리 W Aa1은 변광성으로 7.59일마다 밝기가 4.3 ~ 5.1 등급 사이에서 진폭을 보인다. 맥동을 일으키는 동안 Aa1의 표면온도와 분광형도 변화한다. Aa1은 고전 세페이드 변광성으로 분류된다.